# گیاه انگل

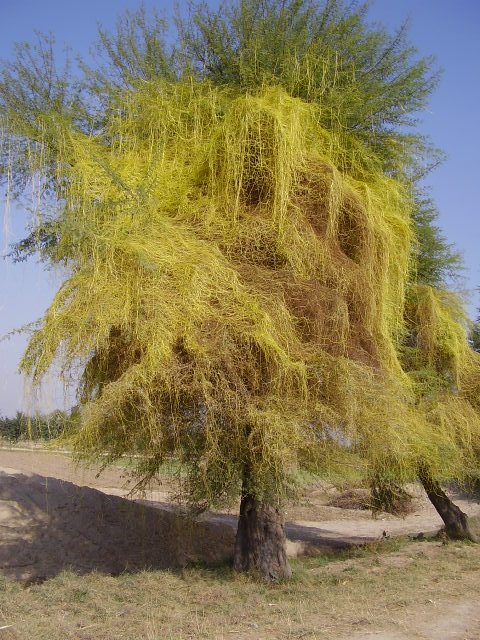
گیاه سس روی درخت اقاقیا در پاکستان

گیاه انگل گیاهی است که تمام یا مقداری از نیاز خود به مواد غذایی را از گیاه زندهٔ دیگر می‌گیرد. همهٔ گیاهان انگل ریشه‌های تغییر شکل یافته به نام مکنده دارند که به گیاهان میزبان نفوذ کرده و آنها را به سیستم هدایتی گیاه -بافت چوبی یا بافت آبکش یا هر دو وصل می‌کند. این کار توانایی جذب آب و مواد غذایی را از بدن میزبان برای آنها فراهم می‌کند. حدود ۴٬۱۰۰ گونه گیاهان انگل از تقریباً نوزده خانوادهٔ گیاهان گلدار شناخته شده‌اند.

## مطالعه بیشتر
- Joel D.M. et al. Eds.(2013) Parasitic Orobanchaceae: Parasitic Mechanisms and Control Strategies. Springer, Heidelberg
- Digital Atlas of Cuscuta (Convolvulaceae)
- The Parasitic Plant Connection
- The Strange and Wonderful Myco-heterotrophs
- Parasitic Flowering Plants بایگانی‌شده  در ۴ ژوئیه ۲۰۰۶ توسط Wayback Machine
- The Mistletoe Center
- Parasitic Plants Biology Study Guide
- Nickrent, Daniel L. 2002. Parasitic plants of the world.
- Calladine, Ainsley and Pate, John S. 2000. Haustorial structure and functioning of the root hemiparastic tree Nuytsia floribunda (Labill.) R.Br. and water relationships with its hosts. Annals of Botany 85: 723-731.
- Milius, Susan. 2000. Botany under the mistletoe: Twisters, spitters, and other flowery thoughts for romantic moments. Science News 158: 411.
- Hibberd, Julian M. and Jeschke, W. Dieter. 2001. Solute flux into parasitic plants. Journal of Experimental Botany 52: 2043-2049.